# فريدريك صوفي سايلر
كانت فريدريك صوفي سايلر (1738، درسدن-22 نوفمبر 1789 شلسفيغ) (الاسم قبل الزواج: سبارمان، ومن زواج سابق: هنسل) ممثلة، وكاتبة مسرحية، ومؤلفة نصوص أوبرا ألمانية بارزة. اعتُبِرَت على نطاق واسع أعظم ممثلة في ألمانيا خلال القرن الثامن عشر، وذلك إلى جانب الممثلة فريدريك كارولين نيوبر. وصفها غوتهولد إفرايم ليسينغ في كتابه بعنوان دراماتورجيا هامبورغ بأنها «بلا شك واحدة من أفضل الممثلات اللواتي شهدهن المسرح الألماني على الإطلاق».
كانت سايلر حفيدة المهندس المعماري ماتيوس دانييل بوبلمان. هربت من عمها المسيء تحت تهديد الزواج القسري لتلتحق بالمسرح في سن السادسة عشرة في عام 1754. رسّخت مكانتها كواحدة من الممثلات الألمانيات الرائدات في ستينيات القرن الثامن عشر، وأُشيد ببراعتها في تصوير البطلات الشغوفات والقويات والمأساويات. ارتبطت مهنيًا وشخصيًا بالمخرج المسرحي أبيل سايلر منذ عام 1767، وتزوجته في عام 1772، بصفتها الممثلة الرائدة في مسرح هامبورغ الوطني ثم في فرقة مسرح سايلر. عاشت مع سايلر حياة متنقلة حتى وفاتها، وقدمت عروضًا في جميع أنحاء العالم الناطق باللغة الألمانية. أقامت لعدة فترات أيضًا في مسرح بورغ في فيينا بين عامي 1757 و1772. ارتبط اسمها بجميع المسارح الرائدة في عصرها، وذلك مثل مسرح هامبورغ، وفيينا، وفايمار، وغوتا ومانهايم.
تُعتَبَر سايلر من أهم الكاتبات المسرحيات الإناث في القرن الثامن عشر، وساهمت شهرتها كممثلة في شعبية مسرحياتها. اشتهرت نصوصها الأوبرالية أيضًا، إذ ألهم نصها لأوبرا أوبيرون (الذي كان يحمل في الأصل عنوان هيون وأماندا) إيمانويل شيكاندر في كتابة نص أوبرا الناي السحري؛ إذ كانت النسخة المعدلة قليلًا من أوبرا سايلر التي كانت أول أوبرا تؤديها فرقة شيكاندر في مسرحهم الجديد، مسرح أوف دير فيدن، ورسّخت تقليدًا داخل فرقة شيكاندر لأوبرا القصص الخيالية التي بلغت ذروتها بعد عامين في أوبرا الناي السحري، والتي شاركت معها أوبرا أوبيرون في العديد من الحبكات والشخصيات والمغنيين. يصف عالم الموسيقى توماس بومان أوبرا أوبيرون بأنها «دافع مهم لخلق جيل من العروض الشعبية التي تتاجر بالسحر والغرابة، وتشترك أوبرا الناي السحري بشكل خاص في العديد من الخصائص مع أوبيرون، سواء الموسيقية أو النصية».

## بداية حياتها
وُلِدَت سايلر باسم فريدريك صوفي سبارمان في درسدن، وهي الابنة الوحيدة للطبيب يوهان فيلهلم سبارمان ولويز كاترينا بوبلمان. كان جدها المهندس المعماري ماتيوس دانيال بوبلمان. عانت فريدرك في طفولتها من حياة منزلية مضطربة، فانفصل والداها عندما كانت في الحادية عشرة من عمرها، وانضمت والدتها إلى دير الراهبات. أُرسِلَت في سن الثانية عشرة للعيش مع عمها الذي كان يعاملها بقسوة لدرجة أنها هربت إلى قريب آخر توفي في عام 1753. هربت فريدريك من عمها في عام 1754، وهي في السادسة عشرة من عمرها، بسبب زواج مدبّر كان يرتّبه لها، للالتحاق بعالم المسرح.

## العمل المسرحيي 1754-1767
بدأت مسيرة فريدرك سايلر المهنية على خشبة المسرح عندما انضمت إلى فرقة الممثل هارلكين كيرش في عام 1754. تزوجت في عام 1755، عندما كانت في السابعة عشرة من عمرها، من زميلها الممثل، يوهان غوتليب هنسل (1728–1787) الذي كان يكبرها بعشر سنوات. انضم الزوجان في نهاية عام 1755 إلى فرقة فرانز شوش في بريسلاو، حيث نالت شهرة كممثلة. انضما أيضًا في عام 1757 إلى فرقة كونراد إرنست أكرمان في هامبورغ، وأقدمت في وقت لاحق من عام 1757 على مخالفة عقد لمدة عام وقعته مع أكرمان، وسافرت إلى فيينا لتقديم عروضها في مسرح بورغ. شكل هذا القرار بداية انفصالها عن زوجها، والذي انتهى لاحقًا بالطلاق رسميًا. جابت سايلر مسارح فيينا وفرانكفورت وهيلدبورغهاوزن حتى عام 1765. عانت خلال هذه الفترة من مرض كاد أن يجبرها على اعتزال التمثيل، ولكنها عادت أخيرًا إلى شركة أكرمان في هامبورغ في عام 1765.